# Арикок (национальный парк)
Национальный парк Арикок (нидерл. Nationaal Park Arikok) занимает 18 % площади Арубы, включая значительную часть внутренней области острова и длинный участок северного побережья. На территории парка расположена возвышенность Яманота — самая высокая точка острова (188 м), а также холм Арикок (176 м).
Территория Арикока включает три геологических образования: лавовые, кварцевые и известняковые образования. Они сильно влияли на поддержку уникальной флоры и фауны и образ жизни людей на острове. К примеру, образования из известняка поддерживали большее количество пресной воды, использовавшейся в сельском хозяйстве. Микроклиматические условия сохраняются также благодаря возвышенностям Яманота и Арикок, которые являются естественным барьером от северо-восточных ветров.

## Достопримечательности

Пещера Хулиба («тоннель любви»)

Национальный парк Арикок широко известен расположенными в нём пещерами. Наиболее крупной из них является пещера Фонтейн, украшенная индейскими петроглифами. Однако есть мнение, что эти рисунки являются фальсификацией, которое опровергается официальными лицами парка тем, что впервые данные петроглифы упоминаются в 1836 году протестантским функционером Бошем. В 1870-1986 годах святой отец ван Кулвик написал научный труд об индейских рисунках, который вначале был утерян, но затем вновь найден Маритцей Куманс-Эстатиа и опубликован в 1987 году.
Пещеры Гвадирики включают две большие пещеры, связанные тоннелем и населённые летучими мышами. Пещера Хулиба, известная также как «тоннель любви», является платной для посещений.
Тропа от парковки национального парка ведёт в Кунуку Арикок — восстановленную ферму у подножья холма Арикок, на вершине которого находится радарная станция аэропорта. Ферма включает в себя типичные cunucu cas di torto (деревенские саманные дома из грязи и травы), территории для выращивания зерновых, каменные стены и заборы из кактусов, которые использовались для защиты от диких животных. Ферма является излюбленным местом для кроликов, рептилий и птиц.
На территории Арикока находится естественный бассейн, известный как Cura di Tortuga, который отделён от моря скалами.
В парке находятся многие исторические памятники Арубы: петроглифы в пещере Фонтейн, остатки нидерландских сельских поселений в Масидури, колониальные дома в Принс-Валли и развалины золотого прииска в Мираламаре.
На побережье был Природный мост из кораллового известняка, но этот популярный туристический аттракцион обрушился в 2005 году.

## Флора и фауна
Растительность парка включает деревья диви-диви, разнообразные виды кактусов, алоэ, тропические цветы. Фауна Арикока представлена местными кроликами, ящерицами и гремучими змеями. Страшный гремучник (Crotalus durissus) размером меньше крысы, арубинская кошачьеглазая змея (Leptodeira bakeri), кроличий сыч Athene cunicularia arubensis и коричневощёкая аратинга (Aratinga pertinax) являются эндемиками Арубы.